# Carlos Zarattini
Carlos Alberto Rolim Zarattini (São Paulo, 8 de junho de 1959) é um economista e político brasileiro, filiado ao Partido dos Trabalhadores (PT). Atualmente em seu 5º mandato na Câmara dos Deputados, foi escolhido em 2019 e 2020 como líder da Minoria no Congresso Nacional. É filho do também político Ricardo Zarattini, já morto.

## Biografia
Carlos Zarattini nasceu no município de São Paulo no dia 8 de junho de 1959, filho do falecido político Ricardo Zarattini Filho e de Alceste Rolim de Moura. Seu pai foi um ativo militante político, tendo sido preso e torturado durante a ditadura militar brasileira e chegando a ser deputado federal por São Paulo entre 2004 e 2006. Também é sobrinho do ator falecido Carlos Zara..
Ainda sob a ditadura militar, em 1979 Zarattini participou da reorganização dos estudantes secundaristas em São Paulo e trabalhou como gráfico na Editora Abril e na Folha de S.Paulo, época em que fez parte da Oposição Sindical dos Gráficos. Pertenceu à Juventude do antigo Movimento Democrático Brasileiro (MDB), em seguida ao Partido do Movimento Democrático Brasileiro (PMDB), e em 1985 filiou-se ao Partido Comunista Brasileiro (PCB).
Em 1986, Zarattini formou-se em economia pela Faculdade de Economia, Administração e Contabilidade da Universidade de São Paulo (USP) e, em 1989, especializou-se em Engenharia de Transportes pela Escola Politécnica da USP.
Além disso, Carlos Zarattini casou-se com a socióloga e educadora Maria Aparecida Perez, que foi secretária de Educação Municipal de São Paulo na gestão de Marta Suplicy, com quem teve uma filha.

## Trajetória política
Em 1987, Carlos Zarattini filiou-se ao Partido dos Trabalhadores (PT). Trabalhando no Metrô de São Paulo, foi eleito secretário-geral do Sindicato dos Metroviários por duas vezes e participou da luta por significativas conquistas da sua categoria, como o adicional de periculosidade elétrica, a redução da jornada de trabalho para 36 horas e reajustes salariais que superavam a hiperinflação da época.
Iniciou sua trajetória política em 1992, quando foi candidato a vereador na capital paulista pelo PT e obteve a terceira suplência. Em 1995 assumiu o mandato e apresentou projeto de lei criando o Bilhete Único. O projeto foi aprovado pela Câmara Municipal, mas vetado pelo então prefeito Paulo Maluf.
Em 1998, foi eleito deputado estadual. Assumiu o mandato em fevereiro de 1999 e passou a atuar principalmente na área de educação e transportes. Enquanto deputado, aprovou o PL 404/1999, que estipulou o limite máximo de 35 alunos por sala de aula. Com a eleição de Marta Suplicy para a prefeitura da cidade de São Paulo em 2000, no ano seguinte Zarattini assumiu a Secretaria Municipal de Transportes. Enquanto secretário, elaborou projeto de lei, aprovado pela Câmara Municipal e sancionado pela prefeita, que reestruturou o sistema de transporte público da cidade, condição indispensável para a implantação do Bilhete Único. Ainda na secretaria, coordenou a criação do transporte escolar gratuito, o chamado 'Vai e Volta', regulamentou o sistema de fretamento de táxis e ampliou os quadros operativos da Companhia de Engenharia de Tráfego (CET). Já em 2004, assumiu a Secretaria das Subprefeituras da cidade de São Paulo.
Em 2006, candidatou-se a deputado federal por São Paulo na legenda do PT. Eleito com mais de 100 mil votos, assumiu o mandato em fevereiro de 2007 e tornou-se titular da Comissão de Viação e Transporte. Durante o primeiro mandato, foi o relator da nova Tarifa Social de Energia Elétrica, que visava aperfeiçoar a Tarifa Social posta em vigor no fim de 2002.
Reeleito em 2010 com mais de 200 mil votos, foi vice-líder da bancada do PT e atuou nas comissões de Minas e Energia e de Relações Exteriores e Defesa Nacional. Durante o segundo mandato, foi o relator da Lei de Anistia aos imigrantes irregulares, coordenou os grupos de trabalho de Negociação dos Royalties e do Código Penal Militar, presidiu a Comissão Especial de Aplicação dos Recursos dos Royalties (PL 0323/07) e a Frente Parlamentar da Defesa Nacional. Além disso, apresentou o projeto de Lei 1202/2007, que visa disciplinar a atividade de lobby e a atuação dos grupos de pressão ou de interesse e assemelhados no âmbito dos órgãos e entidades da Administração Pública Federal. A proposta sofreu inúmeras alterações na Câmara e aguarda votação no Plenário.
Em 2014, foi reeleito para o terceiro mandato na Câmara com 138.286 votos. Durante a legislatura, foi vice-líder do Governo Dilma Rousseff na Câmara, relator da Medida Provisória 664/14, que alterou as regras para concessão de pensão por morte e auxílio-doença, e autor do pedido de criação da Comissão Parlamentar de Inquérito (CPI) do sistema carcerário brasileiro. Foi também o 2º vice-presidente da Comissão de Relações Exteriores e de Defesa Nacional, presidente da Frente Parlamentar Mista da Defesa Nacional, vice-presidente da Frente Parlamentar de Apoio à Mídia Regional e integrante da Comissão Especial que discutiu a Reforma Política. Além disso, foi autor da PL 310/2009 que criou um Regime Especial de Incentivo ao Transporte Urbano de Passageiros (REITUP) que garantiria desoneração do transporte público, e foi o relator do projeto que posteriormente foi transformado na Lei nº 12.846/2013, conhecida como Lei Anticorrupção, que hoje trata da responsabilização administrativa e civil de pessoas jurídicas pela prática de atos contra a administração pública, nacional ou estrangeira. Em 2017, foi eleito por unanimidade pela bancada do PT como líder do partido na Câmara dos Deputados. Ao assumir o cargo, Zarattini liderou a luta da oposição contra a reforma trabalhista, ajudou a impedir a apreciação no Congresso da Reforma da Previdência apresentada pelo então presidente Michel Temer e destacou-se pela atuação contrária à Emenda Constitucional do Teto dos Gastos Públicos.
Já nas eleições de 2018, Zarattini foi reeleito para o seu 4º mandato como deputado federal com 137.909 votos válidos.
Em 2022, foi reeleito para o seu 5º mandato como deputado federal com 147.349 votos válidos.

### Regulamentação de serviços de transporte por aplicativo
Em 2017, Carlos Zarattini foi autor de um projeto que visou impor uma série de regulamentações à atuação dos aplicativos digitais relacionados ao transporte de passageiros, entre elas a utilização de placas vermelhas pelos carros, como os táxis, além da necessidade de uma autorização específica do poder público municipal para a prestação do serviço. A intenção da proposta, segundo Zarattini, foi impedir a concorrência predatória dos aplicativos e também proteger os motoristas que atuam no sistema. As prefeituras poderiam, por exemplo, limitar o número de carros operando nesse modelo, o que aproximaria o modelo ao de táxis tradicionais e eliminaria a lógica das empresas, que buscam ter o maior número de carros nas ruas, tentando eliminar por meio da tecnologia as ineficiências do sistema.
Contrárias à votação por acreditarem que inviabilizaria seu modelo de negócio, as empresas defenderam que faltou debate público sobre o assunto, mesmo após a proposta ter sido debatida por meses no Congresso. Na oportunidade, a empresa Uber entregou 815.000 assinaturas contra a aprovação e apoiando outra proposta, de autoria das próprias empresas.
O projeto de Lei 5587/16, porém, foi aprovado no Congresso Nacional após meses de discussões com a categoria, taxistas e empresas do setor, e sancionada em março de 2018 pelo presidente Michel Temer, garantindo às prefeituras o poder de regulamentar o transporte de passageiros por meio dos aplicativos digitais.
Às vésperas das eleições gerais de 2018, o jornal O Globo identificou que foram feitas edições em verbetes da Wikipédia de vários parlamentares em exercício, entre eles o de Carlos Zarattini. De acordo com a matéria, um dos códigos IPs identificado era oriundo da Câmara dos Deputados, que retirou material negativo da página de Zarattini referente à trechos sobre o PL 5587/16, acerca da regularização de transporte de passageiros via aplicativos. Posteriormente, o texto original foi recuperado.

## Desempenho em eleições
| Ano  | Eleição                | Coligação     | Partido | Candidato a       | Votos   | %    | Resultado  | Observações                                         |
| ---- | ---------------------- | ------------- | ------- | ----------------- | ------- | ---- | ---------- | --------------------------------------------------- |
| 1992 | Municipal de São Paulo | Sem coligação | PT      | Vereador          | —       | —    | Não Eleito | Alcançou a 3ª suplência, assumindo o cargo em 1995. |
| 1998 | Estadual em São Paulo  | Sem coligação | PT      | Deputado estadual | 39.653  | 0,25 | Eleito     | —                                                   |
| 2006 | Estadual em São Paulo  | Sem coligação | PT      | Deputado federal  | 134.224 | 0,66 | Eleito     | —                                                   |
| 2010 | Estadual em São Paulo  | Sem coligação | PT      | Deputado federal  | 218.403 | 1,02 | Eleito     | —                                                   |
| 2014 | Estadual em São Paulo  | Sem coligação | PT      | Deputado federal  | 138.286 | 0,65 | Eleito     | —                                                   |
| 2018 | Estadual em São Paulo  | Sem coligação | PT      | Deputado federal  | 137.909 | 0,65 | Eleito     | —                                                   |
| 2022 | Estadual em São Paulo  | Sem coligação | PT      | Deputado federal  | 147.349 | 0,62 | Eleito     | —                                                   |

## Controvérsias
Durante a votação do processo de expulsão do então vereador Carlos Giannazi pelo diretório municipal do PT, ocorrido em 16 de abril de 2002, Zarattini foi agredido por militantes do partido e deixou a reunião com o nariz fraturado.
Também em 2002, Zarattini foi acusado por um empresário de fazer transferência irregular de mais de R$ 1 milhão da Secretaria de Transportes de São Paulo para empresas de ônibus, o que levou o Ministério Público Estadual (MPE) a instaurar um inquérito para investigar Zarattini. Após 7 anos de investigação, a denúncia foi arquivada pelo MPE que considerou as acusações infundadas.
Já em 2006, os operadores do programa de transporte escolar gratuito de São Paulo Vai e Volta acusaram Carlos Zarattini de forçar mães de alunos a preencherem um formulário, junto com propaganda de Zarattini, como maneira de garantir o benefício ao filho. A denúncia não foi confirmada e nenhuma investigação foi aberta.
A mulher de Carlos Zarattini, Maria Aparecida Perez, também se envolveu em escândalos na gestão Marta. Ela foi secretária de Educação e foi acusada pelo Ministério Público de fraude e superfaturamento de contrato com a Fundação Getúlio Vargas e a Secretaria da Educação do Município de São Paulo em 2003. Quando Secretária da Educação da gestão Marta, Maria Aparecida contratou sem licitação a ONG Grupo de Trabalho e Pesquisa e Orientação Sexual (GTPOS) fundada pela prefeita em 1987. Os contratos foram de mais de R$ 1,6 milhão. Foi condenada em 2014 pela justiça, mas teve a ação julgada improcedente em função de recurso impetrado, O relator do recurso, desembargador Carlos Violante, esclareceu que a contratação atendeu aos requisitos legais para dispensa de licitação, não havendo ilegalidade. Os desembargadores Vera Lucia Angrisani e Renato Delbianco também participaram da turma julgadora e acompanharam o voto do relator.
Em 2008, após a repercussão na mídia sobre o programa eleitoral de Marta que questionava o estado civíl do candidato à reeleição Gilberto Kassab, Carlos Zarattini que era o coordenador geral da campanha petista, divulgou nota assinada por ele acusando a imprensa por uma suposta distorção no sentido da propaganda. Dois anos depois, Marta em um programa de TV pediu desculpas publicamente ao Kassab.